# 오피오이드 전염
오피오이드 전염, 오피오이드 유행(opioid epidemic), 오피오이드 위기(opioid crisis), 오피오이드 사태는 1990년대 이후 아편유사제/오피오이드라고 불리는 약물 종류에 부분적으로 또는 전체적으로 기인한 남용, 오용/남용 및 과다복용 사망의 급속한 증가이다. 여기에는 이러한 약물의 의학적, 비의료적, 오락적 남용으로 인한 심각한 의학적, 사회적, 심리적, 인구학적, 경제적 결과가 포함된다.
오피오이드는 옥시코돈(일반적으로 옥시코틴 및 퍼코셋(Percocet)이라는 상품명으로 판매됨), 하이드로코돈(바이코딘, 노르코), 펜타닐 등 다른 아편제와 유사하게 합성되는 매우 강력한 진통제인 펜타닐을 포함하는 중등도에서 강력한 진통제의 다양한 종류이다. (아편 유래 모르핀과 헤로인 등) 중독과 과다복용의 잠재적인 위험에도 불구하고 이러한 물질의 효능과 가용성으로 인해 이 물질은 의학적 치료법과 기분전환용 약물로 인기를 얻었다. 연수의 호흡 중추에 대한 오피오이드의 진정 효과로 인해 고용량의 오피오이드는 호흡 억제 가능성을 나타내며 호흡 부전 및 사망을 유발할 수 있다.
오피오이드는 급성 통증 치료에 매우 효과적이지만, 위험이 이점보다 클 수 있기 때문에 만성 또는 큰 영향을 받는 난치성 통증 치료에 효과적인지에 대해서는 논란이 있다.